# Vénestanville
Vénestanville ist eine französische Gemeinde mit 184 Einwohnern (Stand: 1. Januar 2022) im Département Seine-Maritime in der Region Normandie (vor 2016 Haute-Normandie). Sie gehört zum Arrondissement Dieppe und zum Kanton Luneray (bis 2015 Kanton Bacqueville-en-Caux). Die Einwohner werden Vénestanvillais genannt.

## Geographie
Vénestanville liegt etwa 26 Kilometer südwestlich von Dieppe. Umgeben wird Vénestanville von den Nachbargemeinden Greuville im Norden und Nordosten, Rainfreville im Osten, Tocqueville-en-Caux im Süden, Brametot im Südwesten sowie Crasville-la-Rocquefort im Westen und Nordwesten.

## Bevölkerungsentwicklung
| Jahr                      | 1962 | 1968 | 1975 | 1982 | 1990 | 1999 | 2006 | 2013 |
| Einwohner                 | 164  | 149  | 151  | 146  | 153  | 147  | 163  | 182  |
| Quelle: Cassini und INSEE |      |      |      |      |      |      |      |      |

## Sehenswürdigkeiten
- Kirche Notre-Dame

## Persönlichkeiten
- Jean-Louis Buron (1934–2005), Fußballspieler (Stürmer)